# Нестер Рябец
Нестер (Нестор) Рябец — галицкий и киевский боярин, предположительно выехавший на рубеже XIII—XIV веков на службу к московскому князю Даниилу Александровичу. Родоначальник нескольких русских дворянских родов, среди которых Квашнины, Разладины, Поярковы, Самарины и Тушины.
В рассказе Ипатьевской летописи о событиях 1285 года говорится, что галицкий князь Лев Данилович послал на польского князя Болеслава воевод «Тюима, и Василька Белжянина, и Рябця». Не исключено, что Рябец мог перейти на службу к киевскому князю еще при жизни Льва Даниловича. Существует точка зрения, что галицко-волынские князья после окончания конфликта Тохты с Ногаем в качестве платы за поддержку сарайского хана получили контроль над Киевом. В рамках этой версии, Рябец мог не захотеть возвратиться на службу ко Льву Даниловичу и ушёл к сильнейшему из бывших вассалов Ногая в Северо-Восточной Руси. Но возможно и другое объяснение: Нестер стал в 1299 или 1300 году наместником Льва Даниловича в Киеве, а уход его был связан со смертью этого князя.
Согласно летописи, «муж честен» Нестер Рябец выехал около 1300 года на службу к московским князьям и с ним пришла дружина в 1700 человек. Он получил обширные владения у реки Всходни близ Москвы, и, согласно преданию, село Киевцы, где построил церковь Николая Чудотворца.
По данным Антона Горского, именно Нестер Рябец, а не его сын, Родион Несторович, как утверждается в некоторых родословных легендах, отличился в битве под Переславлем-Залесским в 1304 году, убив тверского военачальника Акинфа Гавриловича Великого.
Сын Нестера Рябца Родион Несторович был боярином у Ивана Калиты, а внук Иван Родионович Квашня († 1390), боярин, в Куликовской битве командовал Костромским полком (08 сентября 1380).